# Asiatiska spelen 1966
Asiatiska spelen 1966, även kända som den femte Asiaden, hölls i Bangkok i Thailand mellan den 9 och 20 december 1966. Totalt deltog 2 500 idrottare och funktionärer från 18 olika länder.
Totalt anordnades 142 tävlingar i 14 olika sporter. Det land som tog flest guldmedaljer var Japan (78 stycken), följt av Sydkorea och Thailand (vardera 12 stycken). Huvudarena för spelen var Suphachalasai Stadium.

## Öppningsceremonin
Spelen öppnades den 9 december och inleddes av idrottare och funktionärer som tågade in på stadion, delegationerna följde det thailändska alfabetets bokstavsordning med Korea först, undantaget var värdnationen Thailands delegation som kom in sist. Spelen förklarades öppnade av Thailands kung Bhumibol Adulyadej och den officiella flaggan hissades. Elden tändes av sprintern Suthi Manyakass som 1959 blivit förste asiat att springa 100 meter på 10,4 sekunder.

## Sporter
Det tävlades i 14 sporter. Volleyboll för damer var med på programmet för första gången.
| Badminton Basket Bordtennis Boxning Brottning Cykling Fotboll Friidrott Landhockey | - Simsport Simhopp Simning Vattenpolo Skytte Tennis Tyngdlyftning Volleyboll |

## Medaljfördelning
Totalt delades 454 medaljer ut (142 guld, 145 silver och 167 brons). Av 18 deltagande länder tog 16 länder minst en medalj. Enbart Afghanistan och Nepal blev utan medaljer.
  *   Värdnation
| Pl.    | Nation       | Guld | Silver | Brons | Totalt |
| ------ | ------------ | ---- | ------ | ----- | ------ |
| 1      | Japan        | 78   | 53     | 33    | 164    |
| 2      | Sydkorea     | 12   | 18     | 21    | 51     |
| 3      | Thailand*    | 12   | 14     | 11    | 37     |
| 4      | Malaysia     | 7    | 5      | 6     | 18     |
| 5      | Indien       | 7    | 4      | 11    | 22     |
| 6      | Indonesien   | 7    | 4      | 10    | 21     |
| 7      | Iran         | 6    | 8      | 17    | 31     |
| 8      | Taiwan       | 5    | 9      | 10    | 24     |
| 9      | Israel       | 3    | 5      | 3     | 11     |
| 10     | Filippinerna | 2    | 15     | 25    | 42     |
| 11     | Pakistan     | 2    | 4      | 2     | 8      |
| 12     | Myanmar      | 1    | 0      | 4     | 5      |
| 13     | Singapore    | 0    | 5      | 7     | 12     |
| 14     | Sydvietnam   | 0    | 1      | 2     | 3      |
| 15     | Ceylon       | 0    | 0      | 4     | 4      |
| 16     | Hongkong     | 0    | 0      | 1     | 1      |
| Totalt | Totalt       | 142  | 145    | 167   | 454    |

## Deltagande nationer
1 945 idrottare vilka representerade 18 av Asian Games Federations medlemsländer deltog i spelen. Taiwan och Israel återvände till spelen efter uteslutningen under den föregående upplagan.
| - Afghanistan - Myanmar - Ceylon - Filippinerna - Hongkong - Indien - Indonesien - Iran - Israel | - Japan - Republiken Kina - Malaysia - Nepal - Pakistan - Singapore - Sydkorea - Sydvietnam - Thailand |